# Viking Company
Viking Company war ein US-amerikanischer Hersteller von Automobilen.

## Unternehmensgeschichte
Arthur R. Bangs verkaufte Fahrzeuge der H. H. Franklin Manufacturing Company in Neuengland. Im Sommer 1907 gründete er das separate Unternehmen zur Fahrzeugproduktion. Der Sitz war ebenfalls in Boston in Massachusetts. Die Produktion von Automobilen begann. Der Markenname lautete Viking. Anfang 1908 präsentierte er Fahrzeuge auf der Boston Automobile Show. Ende 1908 kam die Produktion zum Erliegen. Insgesamt entstanden nur wenige Fahrzeuge.
Es gab keine Verbindung zur Automarke Viking aus der Zeit zwischen 1929 und 1930.

## Fahrzeuge
Im Gegensatz zu den Wagen von Franklin mit ihren luftgekühlten Motoren verwendete Bangs Wasserkühlung. Es waren Vierzylindermotoren von der Rutenber Motor Company. Sie leisteten 40 PS. Die Motorleistung wurde über eine Kardanwelle an die Hinterachse übertragen. Das Fahrgestell hatte 320 cm Radstand. Die einzige angebotene Karosseriebauform war ein offener Tourenwagen mit sieben Sitzen. Der Neupreis betrug 2500 US-Dollar.
Eine andere Quelle nennt für 1907 nur 305 cm Radstand und für das letzte Produktionsjahr 320 cm. Demnach hatte der Motor 114,3 mm Bohrung und 127 mm Hub, also 5212 cm³ Hubraum.